# Tenis stołowy na Letnich Igrzyskach Paraolimpijskich 2004
Tenis stołowy na Letnich Igrzyskach Paraolimpijskich 2004 w Atenach rozgrywany był między 18 – 27 września, w hali Galatsi Olympic Hall. Do rywalizacji przystąpiło 239 zawodników (174 mężczyzn i 65 kobiet).
Zawodnicy podzieleni byli na kilka grup w zależności od rodzaju niepełnosprawności:
- 1-5 – grający na wózku inwalidzkim
- 6-10 – grający na stojąco

## Medaliści

### Mężczyźni
| Konkurencja                        | Złoto                                                                             | Srebro                                                                      | Brąz                                                                             |
| Indywidualnie – kl. 1 (szczegóły)  | Holger Nikelis                                                                    | Lee Hae-gon                                                                 | Walter Kilger                                                                    |
| Indywidualnie – kl. 2 (szczegóły)  | Ján Riapoš                                                                        | Kim Gong-yong                                                               | Kim Kyung-mook                                                                   |
| Indywidualnie – kl. 3 (szczegóły)  | Kim Young-gun                                                                     | Jean-Philippe Robin                                                         | Zlatko Kesler                                                                    |
| Indywidualnie – kl. 4 (szczegóły)  | Zhang Yan                                                                         | Michal Stefanu                                                              | Choi Kyoung-sik                                                                  |
| Indywidualnie – kl. 5 (szczegóły)  | Kim Byoung Young                                                                  | Jung Eun-chang                                                              | Christophe Durand                                                                |
| Indywidualnie – kl. 6 (szczegóły)  | Daniel Arnold                                                                     | Rainer Schmidt                                                              | Peter Rosenmeier                                                                 |
| Indywidualnie – kl. 7 (szczegóły)  | Stephane Messi                                                                    | Jochen Wollmert                                                             | Jordi Morales                                                                    |
| Indywidualnie – kl. 8 (szczegóły)  | Mathieu Loicq                                                                     | Marc Ledoux                                                                 | Richard Csejtey                                                                  |
| Indywidualnie – kl. 9 (szczegóły)  | Stanislaw Fraczyk                                                                 | Lu Xiaolei                                                                  | Tahl Leibovitz                                                                   |
| Indywidualnie – kl. 10 (szczegóły) | Ladislav Gaspar                                                                   | Fredrik Andersson                                                           | Ge Yang                                                                          |
| Drużynowo – kl. 1-2 (szczegóły)    | Korea Południowa · Kang Seong-hoon · Kim Gong-yong · Kim Kyung-mook · Lee Hae-gon | Słowacja · Rastislav Revucky · Ján Riapoš                                   | Niemcy · Thorsten Gruenkemeyer · Walter Kilger · Holger Nikelis · Otto Vilsmaier |
| Drużynowo – kl. 3 (szczegóły)      | Korea Południowa · Kim Young-gun · Yang Heung-sik · Cho Jae-kwan                  | Wielka Brytania · James Rawson · Neil Robinson · Stefan Trofan              | Francja · Pascal Verger · Jean Philippe Robin                                    |
| Drużynowo – kl. 4 (szczegóły)      | Korea Południowa · Choi Kyoung-sik · Um Tae-hyung · Park Jun-young                | Francja · Sebastien Pechard · Emeric Martin · Bruno Benedetti               | Chiny · Zhang Jie · Zhang Yan                                                    |
| Drużynowo – kl. 5 (szczegóły)      | Czechy · Rene Taus · Michal Stefanu · Frantisek Glazar                            | Korea Południowa · Jung Eun-chang · Kim Byoung-young                        | Francja · Gregory Rosec · Christophe Durand                                      |
| Drużynowo – kl. 6-7 (szczegóły)    | Niemcy · Rainer Schmidt · Daniel Arnold · Dieter Meyer · Jochen Wollmert          | Polska · Adam Jurasz · Mirosław Kowalski                                    | Szwecja · Simon Itkonen · Linus Loennberg                                        |
| Drużynowo – kl. 8 (szczegóły)      | Belgia · Nico Vergeylen · Mathieu Loicq · Marc Ledoux                             | Francja · Alain Pichon · Michel Schaller · Julien Soyer                     | Słowacja · Richard Csejtey · Miroslav Mitas                                      |
| Drużynowo – kl. 9 (szczegóły)      | Holandia · Gerben Last · Tonnie Heijnen                                           | Austria · Stanislaw Fraczyk · Rene Gutdeutsch                               | Chińskie Tajpej · Hsu Chih-shan · Hu Ming-fu                                     |
| Drużynowo – kl. 10 (szczegóły)     | Chiny · Lu Xiaolei · Ge Yang                                                      | Francja · Francois Serignat · Olivier Chateigner · Gilles de la Bourdonnaye | Szwecja · Magnus Andree · Fredrik Andersson                                      |

### Kobiety
| Konkurencja                         | Złoto                                                                  | Srebro                                                                                    | Brąz                                                                           |
| Indywidualnie – kl. 1-2 (szczegóły) | Isabelle Lafaye Marziou                                                | Genevieve Clot                                                                            | Catherine Mitton                                                               |
| Indywidualnie – kl. 3 (szczegóły)   | Mateja Pintar                                                          | Stephanie Mariage                                                                         | Alena Kanova                                                                   |
| Indywidualnie – kl. 4 (szczegóły)   | Monika Sikora Weinmann                                                 | Valeria Zorzetto                                                                          | Christiane Pape                                                                |
| Indywidualnie – kl. 5 (szczegóły)   | Ren Guixiang                                                           | Chen Weihong                                                                              | Wei Mei-hui                                                                    |
| Indywidualnie – kl. 6-8 (szczegóły) | Zhang Xiaoling                                                         | Kova Bengtsson                                                                            | Julia Owsjannikowa                                                             |
| Indywidualnie – kl. 9 (szczegóły)   | Liu Meili                                                              | Lei Lina                                                                                  | Thu Kamkasomphou                                                               |
| Indywidualnie – kl. 10 (szczegóły)  | Natalia Partyka                                                        | Jolana Matouskova                                                                         | Li Yuqiang                                                                     |
| Drużynowo – kl. 1-3 (szczegóły)     | Francja · Genevieve Clot · Isabelle Lafaye Marziou · Stephanie Mariage | –                                                                                         | –                                                                              |
| Drużynowo – kl. 4-5 (szczegóły)     | Chiny · Gu Gai · Ren Guixiang · Chen Weihong                           | Chińskie Tajpej · Wei Mei-hui · Hsiao Shu-chin                                            | Jordania · Khetam Abuawad · Maha Al Bargouti · Fatemah Al Azzam                |
| Drużynowo – kl. 6-10 (szczegóły)    | Chiny · Lei Lina · Li Yuqiang · Zhang Xiaoling · Liu Meili             | Polska · Mirosława Turowska · Natalia Partyka · Krystyna Jagodzińska · Małgorzata Grzelak | Francja · Claire Mairie · Audrey le Morvan · Michelle Sevin · Thu Kamkasomphou |

### Tabela medalowa
| Miejsce | Państwo             | Złoto | Srebro | Brąz | Razem |
| ------- | ------------------- | ----- | ------ | ---- | ----- |
| 1       | Chiny               | 7     | 3      | 3    | 13    |
| 2       | Korea Południowa    | 5     | 4      | 2    | 11    |
| 3       | Niemcy              | 4     | 2      | 3    | 9     |
| 4       | Francja             | 3     | 6      | 5    | 14    |
| 5       | Słowacja            | 2     | 1      | 3    | 6     |
| 6       | Belgia              | 2     | 1      | 0    | 3     |
| 7       | Czechy              | 1     | 2      | 0    | 3     |
| 7       | Polska              | 1     | 2      | 0    | 3     |
| 9       | Austria             | 1     | 1      | 0    | 2     |
| 10      | Holandia            | 1     | 0      | 0    | 1     |
| 10      | Słowenia            | 1     | 0      | 0    | 1     |
| 12      | Szwecja             | 0     | 2      | 2    | 4     |
| 13      | Chińskie Tajpej     | 0     | 1      | 2    | 3     |
| 14      | Wielka Brytania     | 0     | 1      | 1    | 2     |
| 15      | Włochy              | 0     | 1      | 0    | 1     |
| 16      | Dania               | 0     | 0      | 1    | 1     |
| 16      | Jordania            | 0     | 0      | 1    | 1     |
| 16      | Rosja               | 0     | 0      | 1    | 1     |
| 16      | Serbia i Czarnogóra | 0     | 0      | 1    | 1     |
| 16      | Hiszpania           | 0     | 0      | 1    | 1     |
| 16      | Stany Zjednoczone   | 0     | 0      | 1    | 1     |
|         | Razem               | 28    | 27     | 27   | 82    |